# Arte (организация)
Ассоциация европейского телевидения (аббревиатура от фр. Association Relative à la Télévision Européenne, Arte) — группа экономических интересов.

## Телевещательная деятельность группы
Совместно с анонимным обществом «Арте Франс» и обществом ограниченной ответственностью «Арте Дойчланд» с 30 мая 1992 года вещает по:
- франкоязычной телепрограмме «Арте Франсес» (Arte Français)[1] (с 28 сентября 1992 году до 29 ноября 2011 года ретранслировалась по французской 5-й программе в качестве её вечерних передач, тогда как утренние и дневные передачи передавала французская государственная компания «Франс 5»)
- германоязычной телепрограмме «Арте Дойч» (Arte Deutsch)[2]

Обе состоят практически из одних и тех же передач - передачи произведённые земельными государственными вещательными организациями Германии и ЦДФ или частными организациями по их заказу дублируются на французский язык и включаются в «Арте Франсэс» наряду с передачами компании «Арте Франс», аналогично передачи подготовленные «Арте Франс» или частными организациями по её заказу переводятся на немецкий язык и включаются в «Арте Дойч» наряду с передачами земельных государственных вещательных организаций Германии и Второго германского телевидения, В 1997-2015 гг. группа совместно с ними же также вела вещание по франкоязычной телепрограмме «Арте Бельжик» (Arte Belgique), состоявший из передач «Арте Франсес» и передач Франкоязычного бельгийского радио и телевидения).

## Деятельность группы в Интернете
Также совместно с ними передавала телетексты обеих программ и ведёт в Интернете:
- 4 сайта на французском, немецком, испанском и английском языках; страницы на youtube «АРТЕ» на французском языке и «АРТЕде» на немецком языке; страница Arte в Facebook; страница Arte в twitter
- сайт ARTE Info, страница ARTE Info в facebook
- сайт ARTE Future, канал ARTE Future на youtube, страница ARTE Future в facebook
- сайт ARTE Creative, канал ARTE Creative на youtube, страница ARTE Creative в facebook
- сайт ARTE Concert, канал ARTE Concert на youtube, страница ARTE Concert в facebook
- сайт ARTE Cinema, канал ARTE Cinema на youtube, страница ARTE Cinema в facebook
- сайт ARTE Radio, страница ARTE Radio в facebook
- сайт ARTE in English, канал ARTE in English на youtube,
- сайт ARTE en español, канал ARTE en español на youtube
- сайт ARTE +7, канал ARTE +7 на youtube

## Владельцы
Участниками группы являются анонимное общество «Арте Франс» (Arte France) и общество с ограниченной ответственностью «Арте Дойчланд ТВ» (ARTE Deutschland GmbH).

## Руководство
Руководство группой осуществляли:
- общее собрание (L'Assemblée générale, Mitgliederversammlung)
- программная конференция (La Conférence des programmes, Programmkonferenz)
- между общими собраниями - избираемый им Попечительский комитет (Le Comité de gérance, Vorstand), состоящего из председателя попечительского комитета (Présidents du Comité de gérance, Präsident), заместителя председателя (Vice-présidente,  Vizepräsident), исполнительного директора (Verwaltungsdirektor, Directeurs de la gestion)[3][4][5] и директор службы программ (Directeurs des programmes, Programmdirektor), исполнительному директору подчинён финансовый директор (Directeur financier) (который по должности являлся его помощником).
- между программной конференцией, избираемый им - Консультативный программный комитет (Comité consultatif des programmes, Programmbeirat).

## Подразделения
- единица программ;
- единица информации;
- единица кино и фикшена;
- единица производства;
- единица науки.
- единица культуры

## Активы
Группе принадлежат:
- Программный телецентр в Страсбурге рядом со зданием Европарламента.

Главное здание ARTE (Страсбург).

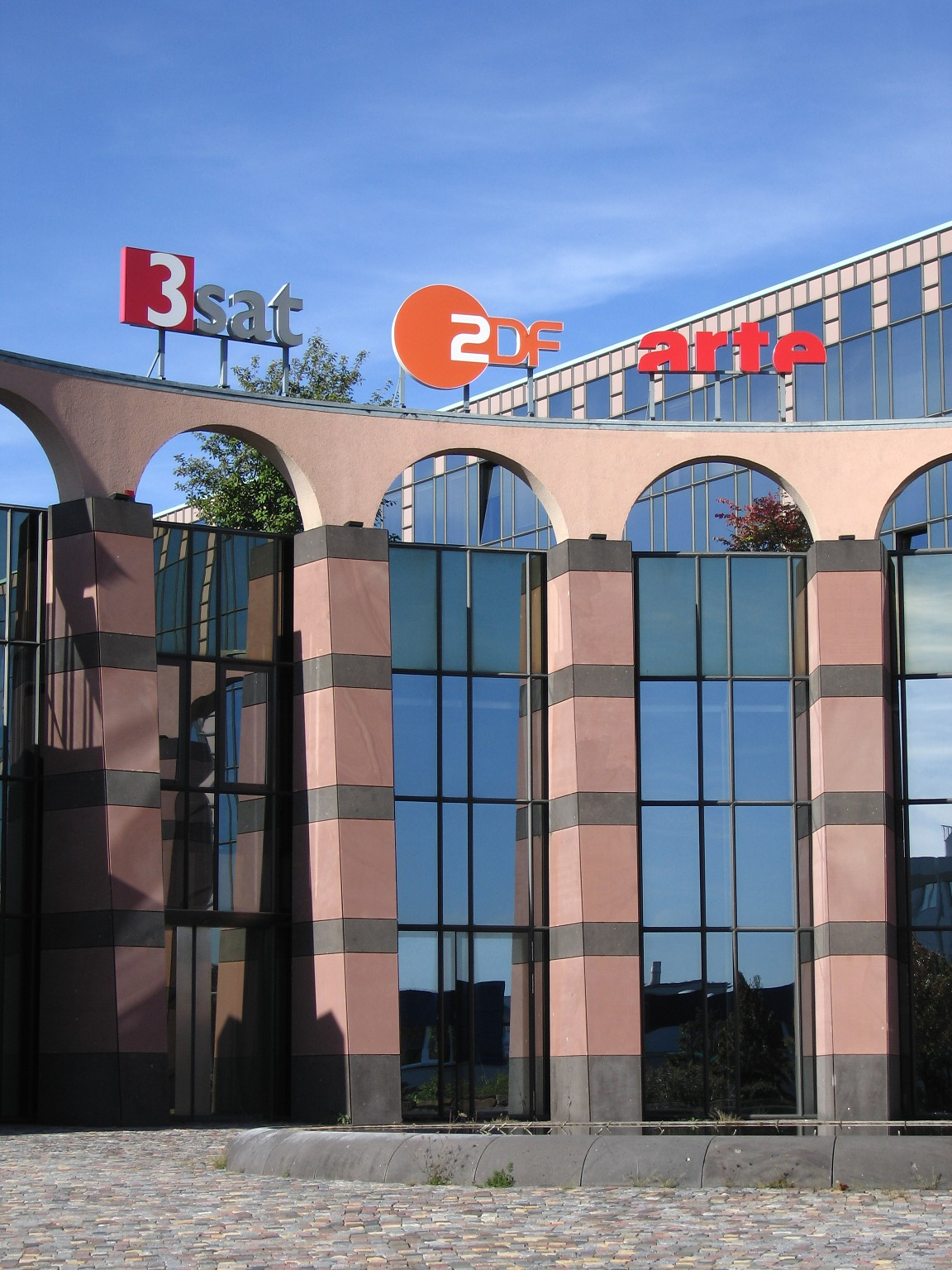
Аппаратно-студийный комплекс ZDF в котором расположена центральная аппаратная Arte